# Женская сборная Германии по хоккею с шайбой
Женская сборная Германии по хоккею с шайбой (нем. Deutsche Eishockeynationalmannschaft der Frauen) представляет Германию на международных турнирах по хоккею с шайбой. Управляется Хоккейным союзом Германии. Согласно данным Международной федерации хоккея на льду в Германии 2151 женщин-игроков (в 2011 году было — 2549).

## История
Первый официальный матч был сыгран 3 декабря 1988 года против Швейцарии. Окончательный счёт был 6:5 в пользу Швейцарии, но немки отыгрались во втором матче, одержав свою первую победу. Женская сборная Германии занимает 7-е место в мировом рейтинге.

## Выступления
Лучшим турниром был Чемпионат мира 2017 года, проходивший в Плимуте (США), когда Германия впервые вышла в полуфинал и финишировала на 4-м месте, уступив сборной Финляндии в матче за 3-е место.

### Олимпийские игры
- 2002 — 6-е место;
- 2006 — 5-е место;
- 2014 — 6-е место (состав).
- 2018 — Не квалифицировалась

### Чемпионат мира
- 1990 — 7-е место (как ФРГ);
- 1994 — 8-е место;
- 1999 — 7-е место;
- 2000 — 7-е место;
- 2001 — 5-е место;
- 2004 — 6-е место;
- 2005 — 5-е место;
- 2007 — 8-е место;
- 2008 — 9-е место;
- 2009 — 11-е место;
- 2011 — 9-е место;
- 2012 — 7-е место;
- 2013 — 5-е место;
- 2015 — 8-е место;
- 2016 — 9-е место;
- 2017 — 4-е место;
- 2019 — 7-е место.

### Чемпионат Европы
- 1989 —  Бронзовые медали (как ФРГ);
- 1991 — 6-е место;
- 1993 — 4-е место;
- 1995 — 5-е место;
- 1996 — 6-е место.

С 1997 года Чемпионат Европы больше не проводится.